# Kolu Ganew
Kolu Ganew (bułg. Колю Ганев) – wieś w środkowej Bułgarii, w obwodzie Gabrowo, w gminie Trjawna. Wieś jest wyludniona.